# Effet maternel
Un effet maternel est un effet se manifestant lorsque le phénotype d’une mère affecte directement le phénotype de ses descendants et donc la valeur sélective (fitness) de celle-ci.
Un gène à effet maternel s'exprime lors de l'ovogenèse. Ce type de gène est essentiellement connu par l'analyse du développement embryonnaire de Drosophila melanogaster (mouche du vinaigre) mais aussi de Danio rerio (poisson zèbre). Les mutations à effet maternel (Dnmt, Hsf1 et Mater) ont été découvertes plus récemment chez les mammifères. Les nématodes et certaines salamandres comme les Pleurodeles ont aussi fourni des informations sur le sujet. Il se reconnaît au fait que, quel que soit son propre génotype, l'embryon exprime un phénotype correspondant uniquement au génotype de sa mère.
Les effets maternels ont un rôle dans de nombreux processus écologiques et évolutifs : dynamique des populations, plasticité phénotypique, construction de niche écologique, évolution des traits d'histoires de vie… Ils peuvent s'exprimer sous différentes pressions de sélection comme la composition de l’environnement, la pression parasitaire ou encore la sélection sexuelle.
Il existe différents types d'effets maternels dont il est important de comprendre la variabilité et les conséquences évolutives. Une des conséquences évolutives peut apparaître lorsque la progéniture voit sa valeur sélective augmentée. On dit alors que l'effet maternel est adaptatif car il augmente la valeur sélective des descendants. Mais tous les effets maternels ne sont pas adaptatifs. En effet, il ne faut pas exclure la présence de coût de la plasticité phénotypique. Ceci a pour conséquence une diminution de la valeur sélective chez les descendants mais une augmentation de la valeur sélective chez les mères (cas du selfish maternal effect).
Il existe cependant encore des débats au niveau de la définition d’un effet maternel et des méthodes d’expérimentation et d’évaluation de ces effets. Ils sont difficiles à estimer du fait de l’ambiguïté de la définition et de nombreux mécanismes physiologiques non connus.

## Définition des effets maternels

### Définition générale
Un effet maternel est un effet se manifestant lorsque le phénotype d’une mère affecte directement le phénotype de ses descendants. Il existe cependant une confusion importante entre le phénomène d’héritage maternel et les effets maternels: la considération des effets phénotypiques des mitochondries comme effets maternels est une erreur fréquente. La définition d’effets maternels est souvent étendue à tort et incorpore d’autres phénomènes : kin effects, empreinte génomique, héritage extra-chromosomal uniparental… Ces phénomènes ne sont pas des effets maternels et ont des conséquences génétiques et évolutives différentes. La définition telle qu’énoncée par Wolf et Wade permet de ne pas confondre ces phénomènes avec les effets maternels.
Tous les effets maternels sont finalement médiés par le phénotype maternel. Ils sont susceptibles d’être modifiés par des sources de variation génétiques et environnementales. Il existe une différence entre des organismes à sexes séparés et des organismes dioïques ou hermaphrodites. Chez les organismes à sexes séparés, la moitié des individus expriment des effets maternels, alors que chez les organismes dioïques ou hermaphrodites tous les individus produisent des effets maternels. Il existe des cas où il est difficile de séparer l’influence sur le phénotype de la descendance d'un effet maternel indépendant ou d'un effet direct du propre génotype de la descendance ou de son environnement.

### Stades auxquels se manifestent les effets maternels
Les effets maternels peuvent se manifester à différents stades du développement de la progéniture : au stade pré-zygotique (le phénotype de la mère affecte la qualité du gamète), au stade post-zygotique pré-natal (via des effets nutritionnels et non-nutritionnels), au stade post-zygotique post-natal (via le comportement de la mère).

### Paramètres susceptibles d’être influencés par les effets maternels
Les effets maternels peuvent influencer de nombreux paramètres, tels que la survie de la progéniture, son taux de croissance, et ont donc des effets sur la démographie, en modifiant la structure en âge d’une population, sa structure en taille, le sex-ratio, le taux de recrutement, etc.

### Diversité des effets maternels
Le mécanisme des effets maternels se fait généralement à travers l’environnement maternel.
Les contributions de la mère aux phénotypes de sa descendance peuvent alors prendre différentes formes,:
- Effets maternels nutritionnels (via l'œuf ou via un apport en nourriture pré- ou post-natal) et non nutritionnels chez les taxons vivipares.
- Les décisions de ponte de la mère : le choix de l’hôte peut affecter la survie et la croissance de la progéniture, les mères peuvent ajuster de manière adaptative le sexe de leur progéniture, et le nombre d'œufs pondus[3].
- Choix du site d’oviposition ou du site de nidification et choix des matériaux etc.
- Soins parentaux
- Âge maternel
- Taille des propagules : elle influence également la croissance et la survie de la descendance, elle va dépendre de la qualité et de la quantité des ressources que la femelle va allouer pour celle-ci. Généralement la sélection a favorisé la production de différentes tailles de propagules notamment dans un environnement fluctuant[3].
- Architecture des graines et dispersion
- la sélection sexuelle : chez beaucoup d’espèces, les femelles peuvent sélectionner les mâles avec lesquels elles vont se reproduire, elles vont généralement décider de se reproduire avec des mâles qui vont augmenter la fitness de leur descendance faisant de ce choix pour le mâle un effet maternel adaptatif[3].
- L'effet maternel peut être dû à des phénomènes épi-génétiques affectant le génome de la mère en fonction de conditions expérimentales. Ainsi des chercheurs ont montré que le stress subi par la mère lors de l'ovogenèse, dû à un prédateur par exemple, pouvait avoir un effet sur la longueur des ailes et la taille des oisillons leur permettant de s'échapper plus facilement. Un phénomène épi-génétique pourrait être impliqué[4].

### Évolution
La dynamique d’évolution des traits soumis à des effets maternels peut donner des décalages dans la réponse évolutive d’un trait à la sélection. Les effets maternels peuvent provoquer une évolution dans une direction opposée à celle privilégiée par la sélection. Les dynamiques évolutives d’un trait soumis à des effets maternels sont donc sensiblement différentes des cas où les effets maternels sont absents.

## Expression

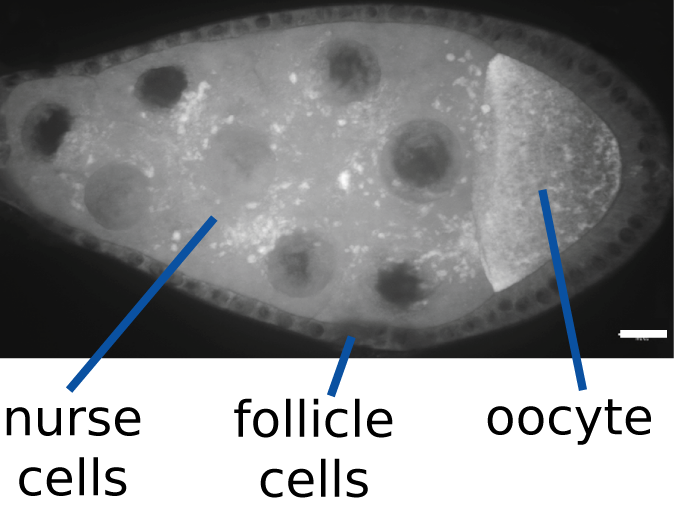
Les protéines et l'ARN (points blancs) sont transportés depuis les cellules nourricières à l'oocyte en cours de développement chez Drosophila melanogaster. L'oocyte accumule des molécules et s'agrandit. Barre d'échelle : 10 µm.

Ces gènes sont responsables, par exemple, de la forme de l'œuf avant la fécondation. On comprend dès lors qu'ils soient exprimés avant les gènes à effet zygotique. Notamment, ils polarisent l'œuf. Des chercheurs ont ainsi démontré que l’ADN-méthyltransférase d’origine maternelle était nécessaire pour maintenir silencieux le génome zygotique et permettre ainsi les divisions cellulaires rapides qui caractérisent l’embryon de xénope. C’est également le cas chez les mammifères. Toutefois, le rôle joué par la méthylation est différent: celle-ci est notamment impliquée dans le déterminisme de l’empreinte génomique qui règle certains gènes, privilégiant l’expression d’un allèle en fonction de son origine parentale.
Les gènes à effet maternel sont la plupart du temps des facteurs de transcription, comme bicoid, ou d'inhibition de l'expression d'autres gènes, comme nanos.
Ils sont exprimés au niveau des cellules nourricières qui entourent l’ovocyte et transportés sur un réseau polarisé de microtubules jusqu'à l'oosphère. Dans l'oosphère des moteurs moléculaires fixent l'ARNm qui leur est spécifique et le transportent le long des microtubules polarisées à un pôle de l'embryon. Ainsi Nanos et Oskar sont transportés au pôle postérieur de cette façon par des kinésines et Bicoid est quant à lui porté au pôle antérieur par d'autres moteurs moléculaires, des dynéines. Ainsi, les ARNm sont placés uniquement à un pôle de l'embryon.
Après traduction, les protéines diffusent selon un gradient de concentration et déterminent en fonction de cette concentration la polarité antéro-postérieure et l’organisation spatiale dès le début du développement. De telles molécules sont appelées "morphogènes".

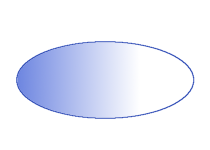
Gradient de la protéine Bicoid dans l'embryon de drosophile

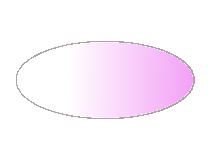
Gradient de la proténie Nanos dans l'embryon de drosophile

### Mutations à effet maternel
On distingue deux types de mutations : les mutations à effet maternel pour lesquelles le phénotype de l'embryon dépend seulement du génotype de la mère et non du sien, et les mutations à effet zygotique, où le phénotype de l'embryon dépend de son propre génotype uniquement. 
Un exemple bien documenté de mutation à effet maternel concerne le gène bicoïd. Comme pour la plupart des gènes à effet maternel, il est exprimé dans les cellules nourricières dont l’ARN diffuse dans l’ovocyte où il est traduit. Le gène bicoïd détermine la région antérieure : la protéine bicoïd diffuse en effet à partir de la partie avant de l'embryon.
Il s’installe ainsi un gradient de concentration de la protéine bicoïd le long de l’embryon. En fonction de la concentration, il y a activation ou répression d’autres gènes, les gènes de segmentation. Un mutant du gène bicoïd ne développe pas de structures antérieures, mais il présente deux moitiés postérieures. Ainsi, bicoïd seul permet la mise en place de la partie antérieure de l'embryon. On dit qu'il est nécessaire et suffisant. Le gène nanos quant à lui, s'exprime selon un gradient inverse de celui de bicoïd. Il permet la formation de la partie postérieure de l'embryon de drosophile, notamment les spiracles.
D'autres gènes à effet maternel connus chez la drosophile sont par exemple Gurken, Oscar, et Dorsal. Ce dernier est une protéine, et plus précisément un facteur de transcription inactivé par une protéine appelée cactus. La fixation d'un ligand sur un récepteur appelé Toll situé sur la membrane de la cellule permet à dorsal, après une réaction, de se dissocier de cactus par phosphorylation de ce dernier, et de pénétrer dans le noyau. À la suite de l'activation de Toll, qui a lieu à la face ventrale de l'embryon, il se met en place un gradient de dorsal dans le noyau. Le pourcentage de dorsal dans le noyau est corrélé au phénotype ventral que présentera ce pourcentage. Par la suite, dorsal active la transcription des gènes snail et twist et réprime les gènes ddp et zen. Or ddp et zen sont responsables de la partie dorsale de l'embryon. Ainsi, la protéine dorsal a pour effet de limiter l'expression de ddp et zen aux 40 % les plus dorsaux de l'organisme.

### Répression et activation par les gènes à effet maternel

Distribution des ARNm de différentes protéines le long de l'axe antéro-postérieur

Gradients des différentes protéines le long de l'axe antéro-postérieur

Les gènes à effet maternel mettent en place d'autres gradients de gènes, ceux des gènes de segmentation. Ils ont notamment un effet direct sur les gap genes, qui sont des gènes ayant influant sur toute une partie des segments de l'embryon. Par exemple, bicoïd inhibe le gène caudal, qui suit donc un gradient similaire à celui de nanos: il est plus important en région postérieure de l'embryon. Bicoid a aussi un rôle d'activateur vis-à-vis de Hunchback. Nanos, quant à lui, inhibe le gène hunchback. Ces deux facteurs permettent donc à Hunchback de suivre lui aussi un gradient inverse de celui de nanos et de caudal. Par la suite, Hunchback permettra la mise en place de segments thoraciques.
Bicoid a aussi des effets sur d'autres gènes. Ainsi il active d'autres gap genes, comme Giant, et inhibe Krüppel, qui a donc, tout comme Caudal, un effet sur la partie postérieure de l'embryon (segments thoraciques postérieurs et abdominaux notamment). Les gap genes, tout comme les gènes à effet maternel, agissent quant-à eux sur les gènes pair rule, ou de parité segmentaire, qui agissent sur un segment sur deux (comme Engrailed et Wingless) ainsi que sur les gènes homéotiques.
Ce système est donc responsable de la mise en place de la polarité antéro-postérieure de l'embryon. En partie postérieure de l'embryon sont mis en place le telson et les spiracles, et en partie antérieure l'acron, grâce aux activations et inhibitions effectuées par les gradients de gènes à effet maternel.
Les gènes à effet maternels sont donc d'une importance capitale pour l'embryon. Ils mettent en place les axes de polarité de l'animal en activant ou réprimant d'autres gènes : les gènes de segmentation (gap, pair rule et de polarité segmentaire). Ces gènes de segmentation activent ou répriment à leur tour les gènes homéotiques, responsables de la morphologie de l'organisme.

## Conséquences sur le phénotype de la descendance: Exemples d’effets maternels

### La taille des œufs chez une espèce de Scarabée en réponse à une pression abiotique
Stator Limbatus est une espèce de scarabée qui a la particularité de pondre ses œufs dans les graines d'acacia et de cercidium, les larves s’y développent ensuite. Chez Stator Limbatus, les conséquences de la taille des œufs sur la fitness des descendants varient considérablement selon les plantes-hôtes. Il a été observé que selon l’espèce de plante-hôte, la taille des œufs est plus ou moins grande et la survie des larves est plus ou moins élevée. Ainsi, la survie des larves est très faible sur Cercidium Floridum et il semblerait que les larves issues de grands œufs survivent mieux que celles issues de petits œufs. Les femelles y pondent donc des œufs significativement plus gros afin de maximiser les chances de survies de leur descendance.
Sur Acacia Greggii, la survie est très élevée donc les femelles produisent des œufs plus petits et plus nombreux car cela est moins coûteux (en raison du trade-off taille des œufs/Nombre d’œufs).
On observe une plasticité de la taille des œufs selon la plante-hôte. Les femelles ajustent la taille des œufs pondus selon la plante hôte pour maximiser la survie de leur descendance, ce phénomène est considéré comme un effet maternel adaptatif. Néanmoins, les mécanismes physiologiques de cet effet maternel ne sont pas connus.

### La dispersion chez le Lézard Vivipare en réponse à la disponibilité des ressources[8]
Lacerta Vivipara est une espèce de lézard qui est ovovivipare. Cela fait de lui un modèle pour l’étude des bénéfices de la viviparité. Ce mode de développement embryonnaire est une source d’effets maternels puisqu’il permet des interactions entre la mère et sa progéniture durant la gestation.
Chez le lézard vivipare, Il semblerait que les femelles les mieux nourries produisent des juvéniles plus dispersants et plus compétiteurs que les femelles mal nourries. Des signaux de l’environnement sont perçus par les femelles via la quantité de nourriture disponible et elles adaptent le phénotype de leurs descendants en fonction de ces signaux. Ainsi, le régime alimentaire des femelles gravides agit sur la dispersion des descendants en tant qu’effet maternel bien que les effets de cette dispersion sur la fitness de la descendance ne soient pas connus et ne permettent pas de conclure sur l’adaptativité de cet effet maternel.
Cet exemple est intéressant dans la mesure où il met en évidence la difficulté d’étude des effets maternels et suggère la mise au point de méthodes permettant de les appréhender au niveau physiologique comme par exemple, une incubation artificielle des œufs.

### Le transfert d’anticorps chez les vertébrés sous la pression parasitaire
Le système immunitaire permet aux individus de lutter contre les infestations parasitaires. Une partie importante de la réponse immunitaire acquise, développée par les vertébrés exposés aux parasites, peuvent être transmises à la génération suivante via le transfert des composés tels que les anticorps immunoactifs. Un tel transfert constitue donc un effet induit des parents. Ces anticorps peuvent être transférés au sang de la descendance via des échanges directs à travers la vésicule vitelline, le sang de leur mère ou par ingestion, avant ou après la naissance. Chez les vertébrés, les IgG sont la seule classe d'immunoglobulines qui traverse le placenta tandis que chez les oiseaux, les IgY sont la principale catégorie d'immunoglobulines transférés dans les ovocytes, surtout dans le jaune d'œuf. C’est parce que les transferts maternels d’IgG (ou IgY) atteignent le sang de la progéniture où ils constituent la classe la plus abondante, qu’ils sont appelés à jouer un rôle important dans le cas d’infections systémiques.
Ainsi, dans le cas d'une exposition précoce à des parasites nuisibles, les anticorps ont un effet protecteur afin d’améliorer la croissance et la survie de la progéniture. De plus, des études sur des souris ont rapporté que ces anticorps maternels pourraient également améliorer la réponse immunitaire juvénile. Certaines études récentes dans les populations d'oiseaux sauvages suggèrent des résultats semblables. Cependant, les anticorps maternels pourraient également affecter le développement de la réponse immunitaire du juvénile. Des études sur la vaccination des animaux domestiques et des humains ont signalé que les anticorps maternels peuvent interférer avec la réponse immunitaire du jeune via un mécanisme décrit comme un « effet de blocage ». Cet effet de blocage a été démontré dans le cadre d'une exposition contrôlée de la progéniture à des agents pathogènes et dans les populations naturelles. Les mécanismes potentiels impliqués dans ces effets sont encore en débat. Ce qui est clair c’est que les anticorps maternels, en dépit de leur effet sur le développement précoce du système immunitaire, ont des conséquences de grande envergure sur la fitness. Cependant, l'information sur ce sujet reste limitée dans les populations naturelles.
Ces effets peuvent avoir des coûts. L'investissement dans l'événement de reproduction réduit la capacité de la mère d'investir dans de futurs évènements de reproduction. De même, en général, la quantité d’anticorps transférés est corrélée à la concentration contenue dans le sang de la mère au moment de la ponte. Les femelles pourraient donc être confrontées à des compromis par rapport à leur potentiel d'investissement dans le transfert des anticorps maternels.

### L’évolution des caroténoïdes chez les oiseaux sous la pression de sélection sexuelle
Chez les oiseaux, les effets maternels peuvent affecter le développement des signaux sexuels chez la progéniture. Compte tenu du potentiel des effets maternels pour influencer l'évolution des traits phénotypiques et faciliter l'adaptation à la variabilité environnementale, les effets maternels peuvent favoriser ou freiner l'évolution des traits sexuels secondaires. Il semblerait en effet, que les effets maternels peuvent favoriser l'évolution des caroténoïdes des signaux sexuels comme une réponse à la sélection sexuelle. Un mécanisme possible pourrait être l’apparition d’effets positifs à long terme due à une exposition embryonnaire aux caroténoïdes présents dans le jaune sur la capacité à développer des caroténoïdes analogues aux signaux ornementaux. En effet, une augmentation de la concentration en caroténoïdes du jaune renforce la capacité des jeunes à acquérir et à utiliser les caroténoïdes tard dans leur vie, permettant ainsi aux descendants, en atteignant l'âge adulte, de développer des caroténoïdes des signaux sexuels qui pourraient améliorer leur condition physique.
Il faut aussi noter que les animaux ne peuvent pas synthétiser les caroténoïdes, qui sont donc obtenus à partir de l'alimentation. Ils représentent donc une ressource variable pour l’individu. Il peut ainsi être coûteux pour une femelle d’investir dans les poussins lorsque les caroténoïdes sont en faible quantité dans l’environnement. De plus, des études ont montré qu’il existait une corrélation positive entre la quantité de caroténoïdes transmise dans le jaune avec la condition de la femelle, montrant qu’il existe une forme de coût pour celle-ci.

## La valeur adaptative des effets maternels
Pour la plupart des chercheurs, un effet maternel est dit adaptatif lorsqu’il augmente la fitness de la descendance. Marshall et Uller ont tenté d’élargir le champ d’étude des effets maternels en les classant selon plusieurs types, qui peuvent être ou non adaptatifs.

### AME: anticipatory maternal effects
Pour maximiser sa fitness, un individu devra avoir les traits d’histoire de vie les mieux adaptés à son environnement. Les mères peuvent ajuster le phénotype de leur descendant en réponse à des signaux qu’elles perçoivent reflétant la nature de l’environnement dans lequel les descendants devront se développer. Cela permet à la descendance d’être adaptée à son environnement et d’augmenter ainsi sa fitness. Lorsque les informations environnementales sont transmises d’une génération à l’autre on parle de plasticité phénotypique transgénérationnelle.
Les effets maternels sont considérés comme une forme de plasticité phénotypique transgénérationnelle adaptative, dans lequel l’environnement de la mère est traduit au travers de la variation phénotypique de la descendance. L’ampleur de cette influence sur le phénotype de la descendance et sur leur fitness déterminera la probabilité pour que ces effets maternels soient modelés par l’action de la sélection naturelle et ainsi évoluer.
Les effets maternels qui induisent une plasticité phénotypique sont favorisés quand :
- les conditions environnementales peuvent changer entre les générations
- l’environnement de la descendance est prévisible par la mère
- le coût des signaux de détection maternelle et de transmission de l’information ou de la ressource est faible
- le niveau de conflit parents-progéniture est bas

Ces effets vont augmenter la fitness de la mère en augmentant la fitness de la descendance.
Néanmoins, il existe des cas où les effets maternels ne sont pas qualifiés d’adaptatifs:

### SME: selfish maternal effects
La plasticité phénotypique peut avoir un coût.
Dans ce cas on peut différencier d’autres types d’effets maternels: certains effets maternels vont augmenter la fitness de la mère en réduisant la fitness de la descendance. 
La sélection sur les mères peut mener à des effets maternels qui vont réduire la fitness de la descendance quand :
- l’effet maternel est coûteux pour la mère
- la mère peut se reproduire plusieurs fois
- la mère a une chance de se reproduire dans de meilleures conditions (retour sur investissement pour la prochaine reproduction)
- la sélection des stratégies de la descendance réduisant les effets maternels négatifs sont inefficaces[11].

### BME: Bet-hedging maternal effects
Les mères peuvent aussi produire une descendance avec un éventail de phénotypes, ce qui permet de réduire la variance de sa propre fitness.

### TME: transmissive maternal effects
Dans certains cas, les effets maternels ne vont entraîner aucun bénéfice ni chez les parents ni chez les descendants. Ils sont classés en tant que TME (transmissive maternal effects) car les variations environnementales qui affectent le phénotype de la mère sont transmises à travers son phénotype pour affecter le phénotype de la descendance bien qu’elles soient contre-sélectionnées chez les deux.

### Interactions
Tous ces effets maternels peuvent interagir, au cours de la vie reproductive de la mère. En effet la nature d’un effet maternel dépend des ressources de la mère, des conditions environnementales, des coûts et des bénéfices de production des phénotypes... Suivant l’environnement dans lequel la mère se trouve, elle pourra produire une descendance avec une mauvaise fitness à un moment donné et produire une descendance avec une meilleure fitness lors de sa prochaine reproduction.

## Les limites de la définition des effets maternels: difficulté d’étude
Il existe encore des débats au niveau de la définition même d’un effet maternel et des méthodes d’expérimentation et d’évaluation de ces effets. Ils sont difficiles à estimer du fait de l'ambiguïté de la définition et de nombreux mécanismes physiologiques non connus.
En ce qui concerne l’importance adaptative des effets maternels, la majorité des études ne s’intéressent qu’aux conséquences des effets maternels sur la fitness de la descendance. En effet pour certains scientifiques, il faut aussi s’intéresser aux conséquences des effets maternels sur la fitness de la mère. Ainsi les AME, SME et BME sont susceptibles d’augmenter la fitness de la mère et peuvent être considérés comme adaptatifs si on s’intéresse à la fitness de la mère. Si on s’intéresse uniquement à la fitness de la descendance alors seuls les AME seront considérés comme adaptatifs car ce sont les seuls qui augmentent la fitness de la progéniture. 
De plus les études ne traitent généralement qu’un seul trait phénotypique ou une seule condition environnementale alors que les effets maternels affectent simultanément un certain nombre de traits. Ainsi, étudier les effets maternels sur un seul trait de la descendance ou une seule condition environnementale peut donner une vision incomplète de l’influence de ces effets .
Enfin la plupart des études sont réalisées pendant une durée d’observation souvent trop courte. Il ne faut pas se contenter d’observer les effets maternels sur un seul évènement de reproduction, toute la vie reproductive de la femelle doit être évaluée pour pouvoir juger de la valeur adaptative d’un effet maternel.
Dans les années 1930, les généticiens parlaient d' hérédité retardée ou d' hérédité maternelle pour rendre compte des mutants à effets maternels ; ces définitions ont contribué à retarder l'évolution des connaissances en ce domaine. Evelyn Fox Keller signale qu'entre les années 1950 et les années 1970 le terme d'effets maternels a disparu de presque tous les index. Elle y voit pour une bonne part l'effet de l'abandon des organismes métazoaires comme objets de recherche privilégiés au profit de l'étude d'organismes unicellulaires. Le regain d'intérêt pour ces effets et l'accroissement des savoirs qui s'ensuivit est aussi à mettre au crédit de multiples changements sociopolitiques qui ont influencé les options de recherche des scientifiques.

## Sources
- www.ac-reims.fr (1)
- www.ac-reims.fr (2)
- www.erudit.org
- Gènes VI, Benjamin Lewin, Traduction de la VIème édition anglaise par Isabelle Sanlaville, 1997.
- http://www.edu.upmc.fr/sdv/docs_sdvbmc/Licence/biodev/drosophile.pdf